# Hierokles (woźnica)

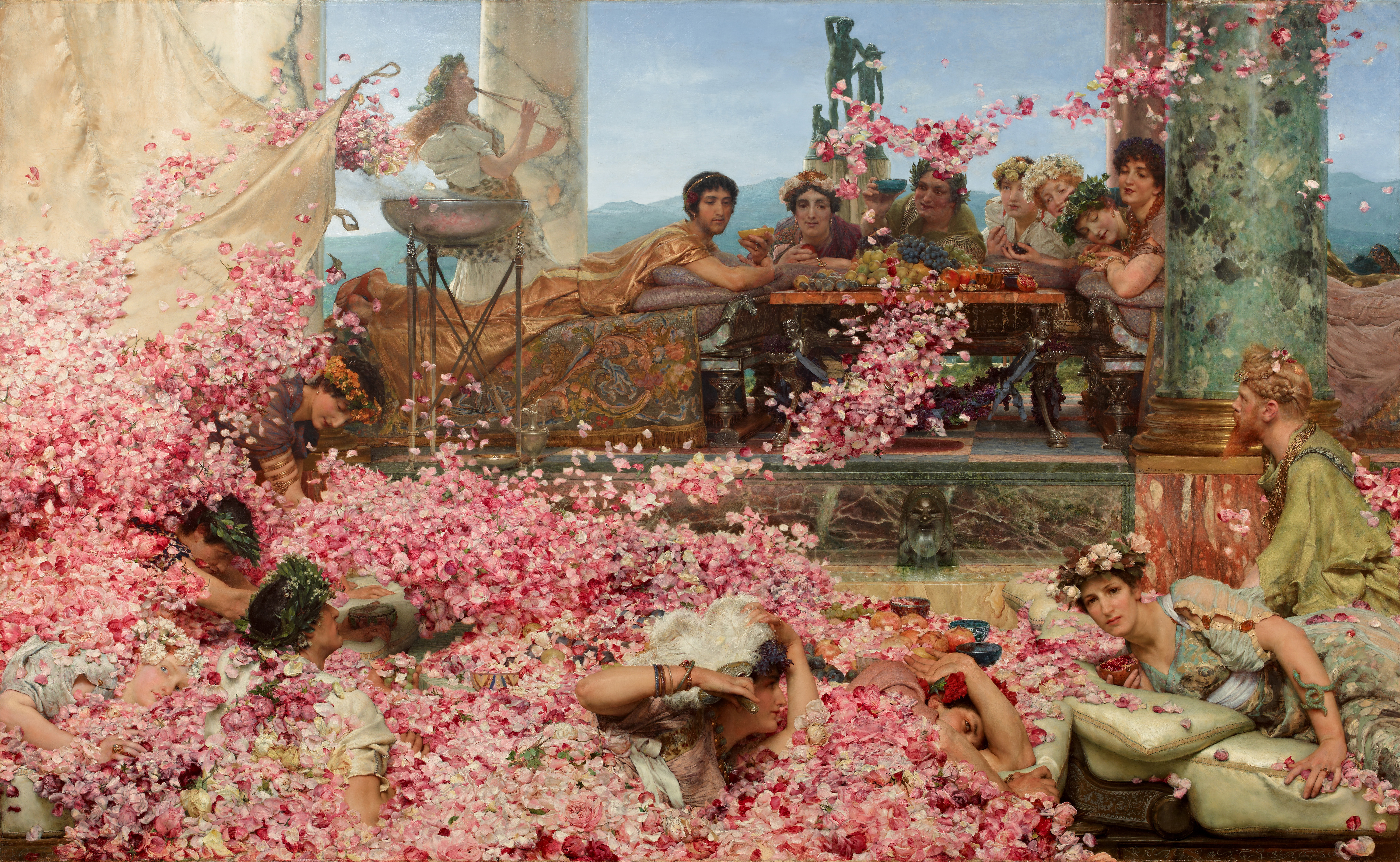
Róże Heliogabala (mal. Lawrence Alma-Tadema, 1888)

Hierokles (ur. pod koniec II wieku n.e. w Karii, zm. 11 marca 222 w Rzymie) – grecki niewolnik, woźnica rydwanów zawodowo uczestniczący w wyścigach podczas igrzysk cyrkowych, faworyt i kochanek cesarza rzymskiego Heliogabala, przez którego został oficjalnie poślubiony, uznawany za szarą eminencję dworu cesarskiego i jedną z najbardziej wpływowych osób Imperium Rzymskiego za panowania swego męża, przewidywany przez Heliogabala na następcę tronu. Informacje o nim pochodzą głównie z dzieła Scriptores Historiae Augustae oraz z Historii rzymskiej senatora Kasjusza Diona.

## Początki kariery na dworze
Heliogabal uczynił Hieroklesa swym faworytem, gdy podczas igrzysk spadł on z rydwanu naprzeciwko cesarskiej loży, zaś z głowy zsunął mu się hełm ukazując twarz woźnicy. Nastoletniego imperatora zachwycić miały jego blond włosy i natychmiast nakazał sprowadzić go do pałacu obdarzając swymi względami. Cesarz miał powiedzieć wówczas Jestem uradowany, będąc nazywanym panią, małżonką, królową Hieroklesa. 
Hierokles był najprawdopodobniej jedną z czterech osób poślubionych w różnych okresach przez Heliogabala, pozostałe to Julia Kornelia Paula będąca małżonką cesarza przez kilkanaście miesięcy na początku panowania, Akwilia Sewera – westalka, małżonka przez kilka miesięcy, w jakiś czas po rozwodzie ponownie uznana oraz Annia Faustyna, poślubiona pod koniec panowania, której poprzedni mąż został przez Heliogabala zamordowany. Wydaje się jednak, że to właśnie Hieroklesa cesarz obdarzył najsilniejszym uczuciem, choć nie pozostawał mu wierny. Źródła opisujące ich związek pozwalają przypisywać Heliogabalowi skłonności transseksualne oraz masochistyczne.

## Skandale i ekscesy

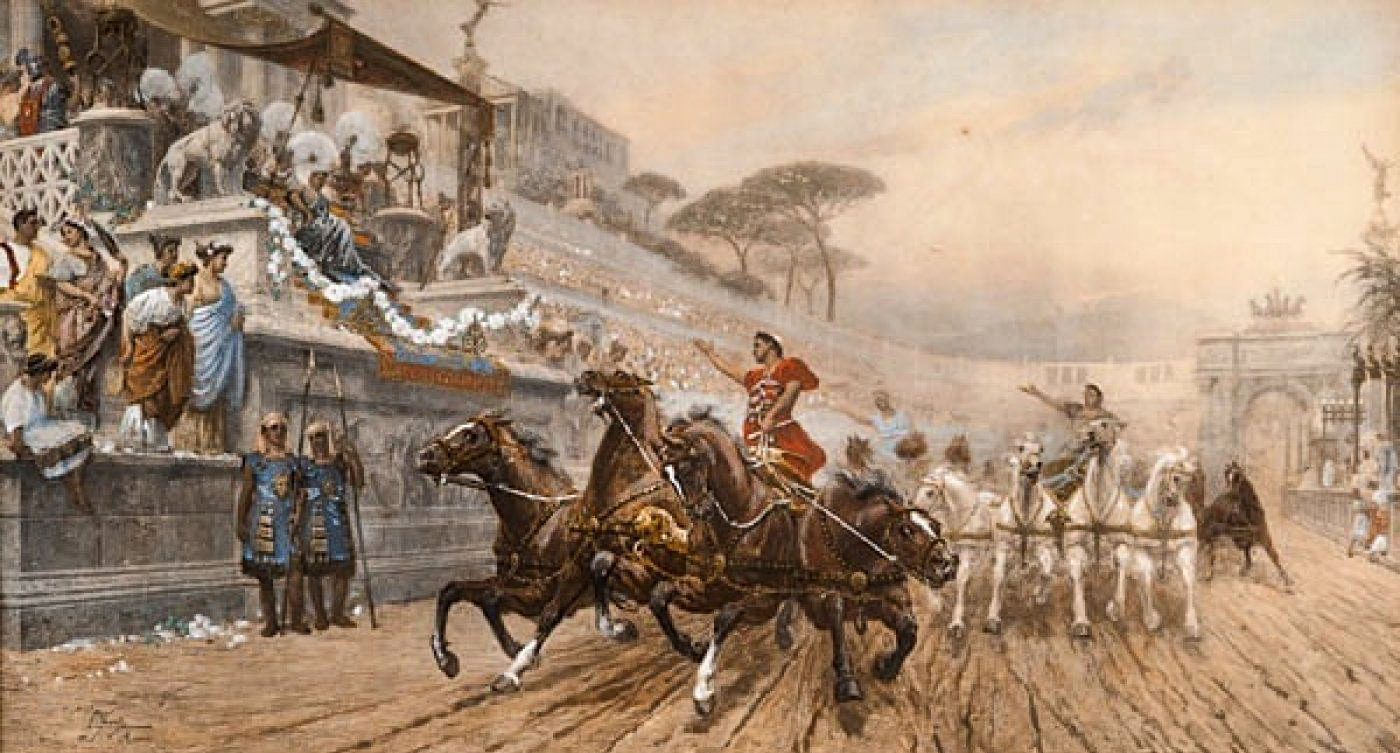
Zwycięzca wyścigu kwadryg przed lożą cesarską (mal. Ettore Forti, kon. XIX w.)

Hierokles stał się jednym z protagonistów licznych ekscesów oraz skandali religijnych i obyczajowych, jakich miał dopuszczać się jego małżonek, takich jak otwarcie domu publicznego w pałacu cesarskim, w którym sam cesarz świadczył usługi, ogromnie zbytkowne uczty i pijatyki, poślubienie westalki, wprowadzanie w Rzymie szokujących dla konserwatywnych elit obyczajów i kultów orientalnych.
Jednym z kochanków cesarza miał być smyrneński atleta Aureliusz Zotikus, na polecenie Heliogabala sprowadzony do Rzymu. Zazdrosny i przestraszony o swoją pozycję Hierokles za pomocą specjalnej mikstury dodanej do napoju miał wówczas pozbawić rywala potencji.

## Upadek
Heliogabal chciał podobno wynieść Hieroklesa do godności cezara, co równałoby się uznaniu go za swego następcę, spotkało się to jednak z oporem ze strony rodziny, przede wszystkim zaś babki Heliogabala, Julii Mezy. Osiemnastoletni cesarz zmuszony został w końcu usynowić i ogłosić cezarem swego dwunastoletniego kuzyna Aleksjana, późniejszego cesarza Aleksandra Sewera. Heliogabal usiłował później zabić Aleksjana oraz go oczernić, twierdząc że był bliski zgonu, by sprawdzić, czy zachwieje to jego poparciem wśród żołnierzy.
Hierokles zginął zamordowany wraz z mężem oraz teściową, matką Heliogabala Julią Soemias podczas zbrojnego wystąpienia gwardii pretoriańskiej w Castra Praetoria w Rzymie 11 marca 222 roku. Ciała Heliogabala i Julii wrzucono do Tybru. Następcą zamordowanego cesarza został jego kuzyn Aleksander Sewer.